# Medalha Sir Hans Krebs

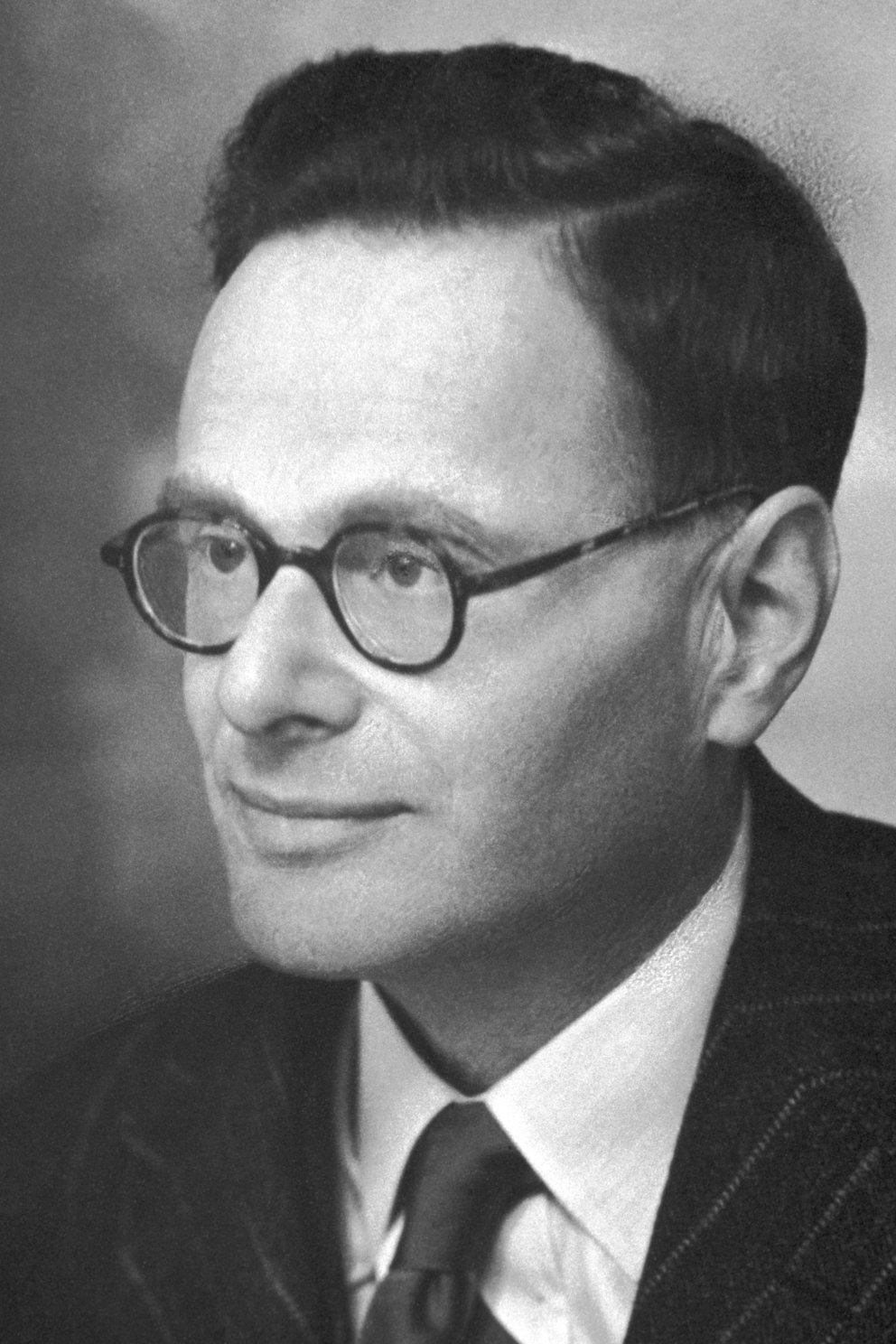
Sir Hans Adolf Krebs

A Medalha Sir Hans Krebs (em inglês:  Sir Hans Krebs Lecture and Medal) é concedida anualmente pela Federation of European Biochemical Societies (FEBS) por conquistas de destaque em bioquímica e biologia molecular ou ciências relacionadas.
Foi dotada pelo Lord Rank Centre for Research e denominada em memória do bioquímico britânico nascido na Alemanha Sir Hans Krebs, conhecido por identificar o ciclo da ureia e do ácido cítrico. Os recipientes recebem uma medalha de prata e apresentam uma palestra no congresso da FEBS.

## Recipientes
Fonte: (1968–2002)
- 1968 Max Perutz (prêmio inaugural)[3]
- 1969 Alexander Spirin[4]
- 1970 Sem premiação
- 1971 David Chilton Phillips
- 1972 Ephraim Katzir[5]
- 1973 Arthur Beck Pardee[6]
- 1974 Charles Weissmann[7]
- 1975 Heinz-Günter Wittmann[8]
- 1976 Sem premiação
- 1977 Francis Crick[9]
- 1978 Peter Mitchell[10]
- 1979 Pierre Desnuelle
- 1980 Sydney Brenner (Não apresentou palestra por motivo de doença)[11]
- 1981 César Milstein[3]
- 1982 François Jacob
- 1983 Arthur Kornberg
- 1984 Richard Henderson
- 1985 Robert Joseph Paton Williams
- 1986 Gottfried Schatz[12]
- 1987 Tom Blundell[13]
- 1988 Sem premiação
- 1989 Helmut Beinert
- 1990 Pierre Chambon[14]
- 1991 Sem premiação
- 1992 Robert Huber[15]
- 1993 Christiane Nüsslein-Volhard[16]
- 1994 Jean-Pierre Changeux[17]
- 1995 Kim Nasmyth
- 1996 Josef Stefaan Schell[18]
- 1997 David Baltimore
- 1998 Bengt Samuelsson
- 1999 Stanley Prusiner
- 2000 Thomas Steitz
- 2001 Philip Cohen
- 2002 Jean Poysségur
- 2003 Sem premiação
- 2004 Ryszard Gryglewski[19]
- 2005 Thomas Jenuwein[19]
- 2006 Aaron Ciechanover[19]
- 2007 Tom Rapoport[19]
- 2008 Richard Timothy Hunt[19]
- 2009 Václav Hořejší[19]
- 2010 Harald Stenmark[19]
- 2011 Elena Conti[20]
- 2012 Venkatraman Ramakrishnan
- 2013 Richard Roberts[21]
- 2014 Michael Nip Hall[1]
- 2015 Jürgen Knoblich[22]
- 2016 Kári Stefánsson[23]
- 2017 Carol V. Robinson[24]
- 2018 Albert J.R. Heck[25]